# West Hants (Nova Escócia)
West Hants é um município distrital localizado na província da Nova Escócia, no leste do Canadá.  Sua população é de 15.368 habitantes.